# Ion von Chios
Ion von Chios (* 490 v. Chr. auf Chios; † 423/22 v. Chr. oder 422/421 v. Chr.) war ein antiker griechischer Dichter, insbesondere Dramatiker. Er wird aufgrund der vor allem biographischen Informationen in seiner vielseitigen literarischen Produktion auch zu den Geschichtsschreibern gerechnet.

## Leben
Seinen Namen trug er nach Ion, der nach der griechischen Mythologie der Stammvater der Ionier war. Als etwa Fünfzehnjähriger wurde er von seinem Vater nach Athen zur Ausbildung geschickt und fand dort Aufnahme im Hause Kimons, zu dem er zeitlebens ein freundschaftliches Verhältnis beibehielt. Er scheint auch nach der Ausbildungszeit immer wieder zu mehrjährigen Aufenthalten nach Athen zurückgekehrt zu sein und kam dabei mit zahlreichen führenden Persönlichkeiten aus Politik (Kimon, Themistokles, Perikles), Philosophie (Sokrates) und Kunst (z. B. Sophokles und Aischylos) in persönlichen Kontakt.
Mit Euripides, dem spätesten der berühmten klassischen griechischen Tragödiendichter, maß er sich 429 v. Chr. bei den Festspielen zu Ehren des Gottes Dionysos in einem dichterischen Wettstreit (Agon), der zwischen 455 und 408 v. Chr. regelmäßig durchgeführt wurde. Zur Aufführung kamen sogenannte Tetralogien, die aus je drei Tragödien und einem eher grotesken Satyrspiel bestanden. Hatte Ion 429 mit dem dritten Platz noch das Nachsehen hinter Euripides, der mit dem überlieferten Hippolytos den ersten Platz belegte, und hinter einem unbekannten Zweiten, konnte er im folgenden Jahr den Wettstreit gewinnen. Aus Dankbarkeit und Freude über diesen Erfolg soll er jedem Einwohner Athens, zu dieser Zeit rund 20.000, ein Glas Wein seiner Heimat Chios spendiert haben.

## Werk
Von den Werken Ions sind, wie von den meisten antiken Autoren, lediglich Fragmente überliefert. Von anderen Schriftstellern bzw. Geschichtsschreibern werden ihm zwölf, nach anderen Quellen 30 oder auch 40 Tragödien zugeschrieben – daneben auch Dithyramben und lyrische Lieder, Komödien, Epigramme, Paiane und Hymnen, Skolien, Enkomien und Elegien.
An Prosaschriften werden genannt:
"Der Gesandtschaftsbericht" ("Presbeutikos" oder "Synekdemetikos") – Offenbar hatte der Tragiker an einer Gesandtschaft teilgenommen und einen Bericht über seine Beobachtungen angefertigt, in dem er auch die Verhandlungspartner charakterisierte.
"Die Besiedelung von Chios" – Eine Lokalgeschichte seiner Heimat Chios, die in mythischer Vorzeit beginnt: Poseidon zeugte danach mit einer Nymphe auf der Insel einen Sohn und nannte diesen, als "aufgrund der Wehen der Nymphe Schnee [chión] vom Himmel auf die Erde fiel", Chios. Nach weiteren mythologischen Genealogien folgen dann aber Angaben über eine Invasion der Karer auf der Insel, danach auch über die allem Anschein nach historischen Personen Amphiklos bzw. den chiischen Herrscher Hektor – und Hinweise auf einen historischen Vorgang: die Teilnahme des Letzteren an den "Panionia", wo er sogar als "Preis für besondere Tapferkeit" einen Dreifuß erhalten haben soll.
"Kosmologikos" (oder "Triagmos") – Philosophische Schrift unbekannten Inhalts.
"Hypomnemata"/"Epidemiai" (übersetzt von Kurt von Fritz mit "Anwesenheit an verschiedenen Orten") – Biographische Charakterisierungen von mit Ion persönlich bekannten Persönlichkeiten, unter anderem Kimon, Themistokles, Perikles, Sokrates und Sophokles, sowie bekannter Orte. Die von diesem Werk erhaltenen Zitate stammen vor allem von Plutarch, doch wird in der modernen Forschung vermutet, dass es auch von anderen Autoren herangezogen wurde. Ursprünglich ein Memoirenwerk, haben die Fragmente auch Bedeutung für die diesbezügliche Zeitgeschichte.
In der Apologie des Sokrates gibt Platon einige Gedanken und Sinnsprüche von Ion wieder.

## Textausgabe
- Ion von Chios: Die Reste seiner Werke. Hrsg. von Albrecht von Blumenthal, Kohlhammer, Stuttgart 1939.
- Felix Jacoby (Hrsg.): Die Fragmente der griechischen Historiker, Teil 3, B. Brill, Leiden 1950, Nr. 392.
- Antonio Farina (Hrsg.): Senofane de Colofone. Ione di Chio. Introduzione, testo critico, testimonianze, traduzione, commento. Griechisch–Italienisch, Libreria scientifica editrice, Neapel 1961.
- Ionis Chii testimonia et fragmenta. Hrsg. von Aloisius Leurini, Hakkert, Amsterdam 1992, ISBN 978-90-256-1015-9.
- Ione di Chio: Frammenti elegiaci e melici. Griechisch–Italienisch, hrsg. von Francesco Valerio, Pàtron, Bologna 2013, ISBN 978-88-555-3228-0.
- Ione di Chio: Testimonianze e frammenti. Griechisch–Italienisch, hrsg. von Eduardo Federico, Edizioni Tored, Tivoli 2015, ISBN 978-88-88617-86-2.